# Partido Gente de Teatro
El Partido Gente de Teatro fue un partido político de Argentina que existió entre 1926 y 1930. El mismo estuvo formado por actores, empresarios, periodistas, autores y directores teatrales que se presentó en las elecciones municipales de la Ciudad de Buenos Aires en 1926, resultando electos concejales el famoso actor Florencio Parravicini y el empresario cinematográfico y teatral Augusto Álvarez cuya candidatura boicotearon militantes celosos de la propia agrupación, encabezados por su presidente, José González Castillo, quienes solicitaron a la Junta Electoral la anulación de los votos individuales, impidiéndole, de ese modo su acceso a la banca. Una mezquindad que surgió en el seno del movimiento y acabó con la iniciativa.
La idea de dar forma al partido partió del afamado autor teatral Enrique García Velloso y el 25 de octubre de 1925 se llevó a cabo su primera convención en el Teatro Smart donde fueron designadas las autoridades y los candidatos que integrarían la lista de concejales.

## Autoridades
En la mencionada convención quedó constituida la mesa directiva del partido encabezada por José González Castillo como presidente y Augusto Álvarez como secretario general a cargo también, de la campaña electoral.

## Acción política
En 1926 el partido llevó como candidatos a Florencio Parravicini, Augusto Álvarez, Enrique García Velloso, el periodista Juan José de Soiza Reilly, Josué Quesada, Alfredo Camiña, Valerio J. Castellini, Arturo Mario, Julio C. Traversa, Enrique Muiño, el abogado Pedro B. Aquino, José González Castillo, Héctor G. Quiroga, Joaquín de Vedia, Francisco E. Collazo, Roberto Casaux y Alejandro E. Berruti obteniendo el 6% de los votos, resultando electos los señores Parravicini y Álvarez. Álvarez, que obtuvo la mayoría de votos, perdió la banca al descontárseles los sufragios individuales, Parravicini ejerció como concejal hasta 1930, pero su desempeño imprevisible, en general, defraudó al ambiente. El Partido había hecho una excelente campaña ubicándose en cuarta posición detrás de la Unión Cívica Radical, el Partido Socialista y la Unión Cívica Radical Antipersonalista y por delante de los partidos Nacionalista, Comunista, Salud Pública, Unitario, Comunista Obrero, Unión Fomento Edilicio, A. C. Independiente, Sindicato Médico, Feminista y los votos en blanco.